# Bernardia paraguariensis
Bernardia paraguariensis är en törelväxtart som beskrevs av Robert Hippolyte Chodat och Emil Hassler. Bernardia paraguariensis ingår i släktet Bernardia och familjen törelväxter. Inga underarter finns listade i Catalogue of Life.